# TheBrianMaps
TheBrianMaps (справжнє ім'я Максим Сергійович Тарасенко, рос. Максим Сергеевич Тарасенко; 25 вересня 1999 г.) — російський   відеоблогер. Автор і власник однойменного YouTube-каналу під назвою «TheBrianMaps» і другого каналу під назвою «Брайн». Один із найпопулярніших відеоблогерів російськомовного сегменту відеохостингу YouTube.

## Біографія та кар'єра
Народився 25 вересня 1999 року в Узбекистане. Майже все дитинство та юність провів у Кінелі . Після закінчення школи переїхав до Санкт-Петербурга, потім вступив до Кіновідеотехнічного коледжу і в 2019 році його закінчив.
10 липня 2011 року був створений YouTube-канал Брайна Мапса під назвою «MaxutkoReviews» (пізніше перейменований в «Maxutko99»). На каналі виходили відеоролики абсолютно різної тематики: летсплей, навчальні відео та огляди роликів з інтернету.
4 червня 2012 року відкрив канал «TheBrianMaps», який веде і до цього дня. Починав свій творчий шлях з летсплеїв по Minecraft. 29 квітня 2014 роки він набрав сто тисяч підписників, а 23 листопада 2015 року перетнув позначку в два мільйони підписників.
Тематика каналу — відеоблог, комедійні скетчі, пародії на різні передачі, музичні кліпи. Останнім часом він відхилився від початкової тематики каналу і почав знімати лайфстайлом і влоги, іноді проводить стріми.
У лютому 2016 року був одним (разом з Машею Вей, Сонею Есьман і Катею Клеп) з чотирьох номінантів на премію Nickelodeon Kids 'Choice Award в номінації «Улюблений російський відеоблогер», але на березневій церемонії приз пішов Соні Есьман.
19 лютого 2016 року його канал заблоковано у 2016 році було популярно перевикладувати відео популярних ютуберів з іншою назвою та клікбейтним прев'ю, відео брайна мапса теж не були вийнятком, Максим боровся з перевикладанням його відео ти що скаржився на перевикладені відео, і він скаржився і відео блокували, але одного разу він зробив помилку, Максим написав свої не справжні ініціали в форміі яку надає ютуб, через це і заблокували канал, але фанати робили свої теорії чого канал заблокували, одною з головних теорій була те що канала заблокува Олена Летуча, ведуча програми «Ревизорро» саме на цю програму брайн зробив пародію, і після неї канал був заблокований. Але 18 квітня 2016 року його канал розблокували.
У липні того ж року переміг в організованому «Твіттером» першому російському конкурсі відеоблогерів #TwitterStar, обійшовши Катю Клеп і Яна Гордієнка. В ході твіттер-голосування за нього було віддано 1 268 291 голосів (твітів) проти 1 267 041 за Катю Клеп і 66 930 за Яна Гордієнка.
Станом на середину червня 2017 року на каналі TheBrianMaps на YouTube було 5,3 мільйона підписників, на середину червня 2018 року — 7,2 мільйона, на початок лютого 2019 року — понад 9 мільйонів. 9 квітня 2019 року набрав десять мільйонів підписників, в зв'язку з чим анонсував приурочений до ювілею короткометражний фільм «Остання кнопка» (рос. Последняя кнопка).Також скоро відбудеться прем'єра фільму,Остання кнопка 2.Він був випущений на каналі 23 липня 2019 року в жанрах трилер, жахи і комедія. 23 жовтня на каналі «Успішна група» вийшов кліп Орхіпа за участі TheBrianMaps, за 1 день кліп набрав 1 мільйон переглядів і потрапив на 1 місце в трендах YouTube.

## Фільмографія
- 2014 — за спиною   (рос. за спиной).
- 2019 — Остання кнопка (рос. Последняя кнопка).
- 2021 — Остання кнопка 2 (рос. Последняя кнопка 2).

## Участь в кліпах інших виконавців
- 2016 — Літо (рос. Лето, Наташа Трейа)
- 2019 — У моєї дівчини день народження (рос. У моей девушки день рождения, Орхіп)
- 2024 — Не сій любов (рос. Не сей любовь, ДК)

## Ставлення до російського вторгнення в Україну
23 лютого 2022 року за день до початку російського вторгнення в Україну Максим переїхав у нову квартиру, на ютюб він написав пост, де він співчував мирним жителям та його підписникам які живуть в Україні, також Максим закликав людей надсилати кошти на допомогу біженцям. Назвав вторгнення "жахливими подіями",  і на стримі назвав це війною. Максим отримав як і позитивну реакцію українців, так і негативну. У деяких відео, можна вгледіти його негативне ставлення до російської влади, що подається через іронію і жарти